# Percolación

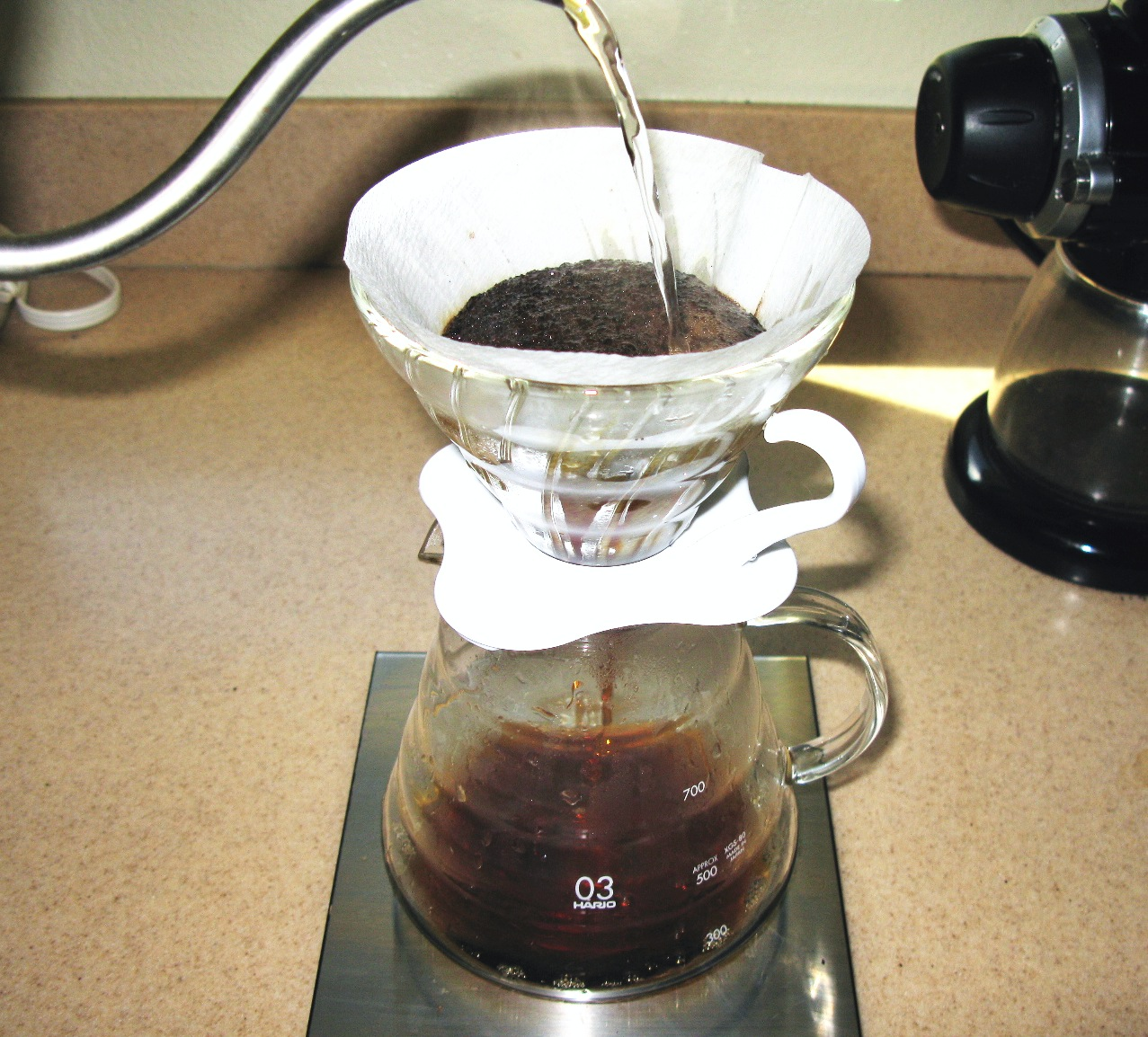
La percolación del café molido es uno de los fundamentos de las cafeteras.

En física, química y ciencia de los materiales, la percolación o percolado se refiere al paso lento de fluidos a través de materiales porosos; ejemplos de este proceso son: la filtración y la lixiviación. Así se originan las corrientes subterráneas. Por ejemplo, el movimiento de un solvente a través de papel filtro (cromatografía), el movimiento de petróleo a través de una roca fracturada y el traspaso del agua superficial que se infiltra a las aguas subterráneas. Un análogo eléctrico incluye el flujo de electricidad a través de una red aleatoria de resistencias. En las tres últimas décadas, la teoría de percolación, un amplio modelo de la percolación, ha traído nueva comprensión y técnicas para un amplio rango de materias en física, ciencia de materiales y geografía.